# Meine Mutter, mein Bruder und ich!
Meine Mutter, mein Bruder und ich! ist ein Spielfilm von Nuran David Calis aus dem Jahr 2008. In ihm spielen Kurt Ipekkaya, Erhan Emre, Lida Zakaryan und John Friedmann alias Erkan Maria Moosleitner. Der Film wurde von der Filmbewertungsstelle Wiesbaden als „besonders wertvoll“ eingestuft.

## Handlung
Der armenische Jurastudent Areg lebt seit zehn Jahren in Regensburg. Er fühlt sich gut integriert, beherrscht die deutsche Sprache, hat eine deutsche Freundin und möchte sein Studium abbrechen um Filmregisseur zu werden. Wäre da nicht seine Mutter, die weiter die armenische Kultur hochhalten will und sein kleiner Bruder, der vorgibt, ihm bei der Realisierung seiner Pläne zu helfen, tatsächlich ihn aber bei der Suche nach einem Schatz im armenischen Dorf seiner Vorfahren einspannen will.

## Kritik
„Ein streckenweise schematischer, dennoch thematisch reizvoller Film um Heimat und Identität, der immer wieder durch genau beobachtete Details und subtile Ironie überzeugt.“

## Hintergrund
Die Dreharbeiten fanden von Juli bis August 2006 in Regensburg, München und Armenien statt. Der Kinostart erfolgte am 1. Mai 2008. Der deutsche Regisseur ist ein Sohn aus der Türkei eingewanderter Eltern der armenischen Minderheit.